# 1981 في السعودية
تحتوي هذه المقالة على أهم الأحداث التي شهدتها السعودية في 1981، إضافة إلى أهم الشخصيات السعودية التي وُلدت أو تُوفيت في هذه السنة.

## السياسة

### الحكم
الملك: خالد بن عبد العزيز آل سعود

## أحداث

### يناير
- 18: ولي العهد فهد بن عبد العزيز آل سعود يطالب القوى العظمى بعدم التدخل في الخليج، ويطالب دول المنطقة بتنسيق جماعي للتعاون الدفاعي والاقتصادي.[1]
- 25: انعقاد مؤتمر القمة الإسلامي الثالث في مدينتي مكة المكرمة والطائف.[2]

### فبراير
- 2: تصريح وزير الإعلام محمد عبده يماني عن شعور السعودية بالقلق جرّاء تهديدات الاتحاد السوفيتي للمنطقة.[1]
- 25: وزارة الدفاع والطيران تنفي وقوع اشتباكات على الحدود بين السعودية واليمن الشمالي.[1]
- 16: قبول الجمهورية الإسلامية الإيرانية الوساطة الإسلامية بقيادة المملكة العربية السعودية تحت مظلة منظمة المؤتمر الإسلامي وذلك لإيقاف الحرب العراقية الإيرانية، والتي رفضها المجلس الأعلى للدفاع الإيراني في 1 مارس من العام نفسة.[3]

### مارس
- 3: مصادر إخبارية تفيد اعتزام السعودية بناء قاعدتين بحريتين جديدين تبعدان نحو 200 ميل من مدينة إيلات.[1]
- 11: صدور العدد الأول من مجلة سيدتي.[4]
- 16: قيام السعودية بتقديم 28 مليون دولار دعماً لمنطمة التحرير الفلسطينية.[1]
- 21: تصريح وزير البترول أحمد زكي يماني عن عدم رغبة السعودية في استخدام النفط كسلاح سياسي، كما أُعلن في اليوم التالي عن قيام الوزير بزيارة مفاجئة إلى السودان.[1]
- 23: وزير الإعلام ينفي تصريحات زعيم حزب العمل الإسرائيلي شمعون بيريز عن رغبة السعودية في الحوار مع إسرائيل.[1]
- 24: قيام السعودية بتقديم الدفعة الأولى من التزامها لصندوق مساندة الأراضي العربية المحتلة، وكانت بذلك أول الدول العربية المبادرة في تلك السنة.[1]

### أبريل
- 7: السعودية تقرر قطع علاقاتها الدبلوماسية مع أفغانستان الواقعة تحت حُكم بابراك كرمال الشيوعي.[5]
- 8:
  - وزير الخارجية سعود الفيصل يعلن عن قيام الملك خالد بتوجيه دعوة إلى الرئيس الأمريكي رونالد ريغان لزيارة السعودية.[1]
  - الديوان الملكي يصدر بياناً مفاده قلق السعودية على الأوضاع في لبنان وتأمل من القادة والزعماء في لبنان تغليب المصلحة العامة وحل الأزمة سريعاً، مع التأكيد على وقوف السعودية مع لبنان في كافة المجالات.[1]
- 11:
  - وزير الدفاع سلطان بن عبد العزيز يعرب عن ارتياحه لتحسن العلاقات السعودية اليمنية.[1]
  - قيام وزير البترول السعودي بتصريح ذكر فيه أن التحرك السوفيتي في إثيوبيا وأفغانستان ما هو إلا جزء من المخططات الهادفة للسيطرة على نفط منطقة الشرق الأوسط.[1]
- 15:
  - انطلاق النسخة الثالثة والعشرون من بطولة كأس الملك.[6]
  - اختتام الدورة السادسة لمجلس التنسيق السعودي اليمني المشترك وتم الاتفاق على استمرار دعم السعودية للمشاريع التنموية في اليمن وكذلك مساعدات لسد العجز في الميزانية اليمنية.[7]
  - الملك خالد يعلن عن نيته القيام بزيارة إلى بريطانيا في يونيو من العام نفسه.[8]
- 16: وزارة الدفاع تقرر للمرة الأولى إجراء عدة تجارب للدفاع الجوي والمدني ضد الغارات الجوية.[9]

### مايو
- 17: وصول فيليب حبيب مبعوث الرئيس الأمريكي إلى الرياض وبحث مسألة أزمة الصواريخ السورية في لبنان.[10]
- 25: إعلان مجلس التعاون الخليجي،[11] وانعقاد القمة الخليجية الثانية في 11 نوفمبر في الرياض.[12]

### يونيو
- 9: السعودية تنفي بشكل رسمي إجراء اتصالات مع الاتحاد السوفيتي بشأن إقامة علاقات دبلوماسية بينهما.[13]
- 18: وزير الإعلام يدعو الدول العربية لبذل قصارى جهدها في سبيل إعادة مصر إلى الصف العربي.[14]
- 23: تقديم ورقة العمل اللبنانية الرسمية إلى اجتماع لجنة المتابعة العربية الذي عُقد في مدينة جدة، وكانت قد صدرت الورقة في قصر بعبدا في اليوم الـ 20 من الشهر نفسه.[15]
- 28: قيام ولي العهد فهد بن عبد العزيز بالظهور في حديث صحفي بشأن أزمة الغارات الجوية الإسرائيلية على العراق.[16]

### يوليو
- 9: قيام السعودية والبحرين بالتوقيع على اتفاقية في المنامة تتضمن إقامة جسر بحري يربط البلدين عُرف فيما بعد بـ «جسر الملك فهد».[17]
- 16: إعلان السعودية عن تحملها تكاليف إعادة بناء المفاعل النووي العراقي الذي دُمّر من قِبل إسرائيل.[18]
- 21: وزير الإعلام يصرح عن قرار السعودية قيامها بمساعدات للبنان في دفع ديونه لصالح شركة التابلاين وكذلك مساعدة المتضررين من الغارات الجوية الإسرائيلية على لبنان.[19]
- 25: قيام السعودية بتقديم مخصصات لنقابتي الصحافة والمحررين في لبنان وذلك في سبيل تجاوز الظروف الصعبة آنذاك.[20]

### أغسطس
- 7: السعودية تطلق مبادرة السلام العربية والتي سُحبت في قمة فاس في شهر نوفمبر.[21]

### أكتوبر
- 29: السعودية ترحب بموافقة مجلس الشيوخ الأمريكي على صفقة أواكس للسعودية.[22]

### نوفمبر
- 5: وزير الدفاع والطيران سلطان بن عبد العزيز آل سعود يعلن في حديثه لجريدة السياسة الكويتية عن اتفاق دول مجلس التعاون الخليجي إنشاء منظومة دفاعية موحدة.[23]
- 9: السعودية تعلن عن تصديها لعدة مقاتلات إسرائيلية انتهكت المجال الجوي السعودي في المناطق الشمالية الغربية، حيث قامت الطائرات السعودية المقاتلة باعتراض الطائرات الإسرائيلية وإجبارها على العودة.[24]

### ديسمبر
- 27: توقيع اتفاقية حدودية بين السعودية والعراق، والتأكيد على وقوف السعودية بجانب العراق في حربه ضد إيران.[25]
- 31: السعودية تعلن عن استئناف العلاقات الدبلوماسية مع ليبيا.[26]

## مواليد

### يناير
- 27: أحمد الموسى، لاعب كرة قدم.[27]

### فبراير
- 2: سالم الحازمي، أحد المتهمين في أحداث 11 سبتمبر.

### أبريل
- 22: هند محمد، ممثلة.

### مايو
- 5:
  - حمدان البيشي، منافِس أوليمبي.
  - فهد الشمري، لاعب كرة قدم.
  - يزيد الراجحي، رجل أعمال ومتسابق راليات.

### يونيو
- 8: فيصل الخالدي، لاعب كرة قدم.
- 17: بشار آل عاشور، لاعب كرة قدم.
- 18: محمد الخويلدي، منافِس أوليمبي.
- 19: وفاء بن خليفة، ناشطة وسفيرة للنواية الحسنة.
- 28: سمر بدوي، ناشطة في حقوق الإنسان.

### يوليو
- 1: حمد الربيعي، لاعب كرة قدم.
- 14:
  - خالد عزيز، لاعب كرة قدم.[28]
  - فيصل الجحدلي، لاعب كرة قدم.
- 15: محمد القرني، لاعب كرة قدم.

### أغسطس
- 4: تركي آل الشيخ، مستشار في الديوان الملكي ورئيس مجلس إدارة الهيئة العامة للترفيه.
- 10: مالك معاذ، لاعب كرة قدم.[29]
- 12: جابر حقوي، لاعب كرة قدم.[30]
- 28: سعيد الحربي، لاعب كرة قدم.[31]
- 31: ناصر شراحيلي، لاعب كرة قدم.

### سبتمبر
- 11:
  - رجاء الصانع، كاتبة.
  - جمعان الجمعان، لاعب كرة قدم.[32]

### نوفمبر
- 4: وليد الرجاء، لاعب كرة قدم.
- 5: صابر حسين، لاعب كرة قدم.
- 22: عمرو سلامة، مخرج أفلام مصري.
- 23: عبد العزيز بو شقراء، لاعب كرة قدم.

### ديسمبر
- 5: خالد راضي، لاعب كرة قدم.
- 8: طلال الزهراني، لاعب كرة قدم.